# Adelina Clara Hess de Souza
Adelina Clara Hess de Souza (Luiz Alves, 20 de março de 1926 – Blumenau, 31 de outubro de 2008) foi uma empresária e escritora brasileira, conhecida por fundar a empresa Dudalina.

## Biografia
Adelina nasceu em 20 de março de 1926 em Luiz Alves, naquela época um distrito do município de Itajaí, em Santa Catarina. Frequentou uma escola municipal na localidade de Belchior, em Gaspar, e posteriormente estudou na escola interna salesiana Sagrada Família, em Blumenau. Adelina era uma dos sete filhos de Leopoldo e Verônica Hess, ambos comerciantes e proprietários de um armazém de secos e molhados, onde ela começou a trabalhar entre catorze e quinze anos de idade, após concluir o ginásio.
No ano de 1945, aos 19 anos, Adelina conheceu Rodolfo Francisco de Souza Filho, conhecido como Duda. Casaram-se em 24 de maio de 1947, tiveram 16 filhos juntos e, juntos, fundaram no final da década de 1950 a Dudalina, uma camisaria que se tornou a maior do Brasil, com cinco unidades fabris localizadas no Paraná e em Santa Catarina.
Faleceu em 31 de outubro de 2008, aos 82 anos.